# Christian Elling
 (juin 2009).
Si vous disposez d'ouvrages ou d'articles de référence ou si vous connaissez des sites web de qualité traitant du thème abordé ici, merci de compléter l'article en donnant les références utiles à sa vérifiabilité et en les liant à la section « Notes et références ».
Pour les articles homonymes, voir Elling.
Christian Thorvald Elling (14 novembre 1901 à Frederiksberg - 13 juillet 1974) est un professeur danois, historien de l'art, photographe et chercheur dans le domaine de l'architecture.

## Biographie
Christian Elling est né en 1901, fils du libraire J .M. Th. Elling établi à Kalundborg (mort en 1926) et de Margrethe F. Fischer (morte en 1948). Il est élevé dans cette même commune et commence des études d'histoire de l'art en 1920 à l'académie de Sorø sous la direction de Francis Beckett. Il remporte en 1925 la médaille d'or de l'académie pour son travail sur Nicolai Eigtved, et achève son doctorat en 1933, pour devenir en 1939 professeur à l'Université de Copenhague. Il est rattaché à la faculté des humanités en 1944-1945.
Il accomplit de nombreux et longs voyages, surtout en Italie, l'architecture baroque étant son premier domaine de recherche. Son travail concerne essentiellement l'architecture du XVIIIe siècle, et sa riche connaissance en matière d'art hors du Danemark apporte une nouvelle lumière sur les travaux danois de l'époque. Elling a aussi un grand sens de l'histoire culturelle en général, et écrit plusieurs essais sur le théâtre, l'opéra, la musique. Son ouvrage sur l'architecture romaine de la mort du Bernin en 1680 à la prise de pouvoir de Napoléon en 1797 est pionnier dans ce domaine. 
Elling connait personnellement plusieurs personnalités contemporaines, parmi lesquelles Karen Blixen, Steen Eiler Rasmussen et Paul V. Rubow.
Parmi ses élèves à l'université on compte Else Kai Sass, Hakon Lund et Hannemarie Ragn Jensen.
Christian Elling crée l'Académie danoise le 28 novembre 1960 en collaboration avec Karl Bjarnhof, et est cofondateur de l'Académie gastronomique danoise en 1964.